# Aerotécnica AC-14
Aerotécnica AC-14 var em femsitsig helikopter, som byggdes i en prototyp 1957 och i en förserie på tio exemplar.
Helikoptern konstruerades av den spanske ingenjören Jean Cantinieau och var baserad på dennes helikopter Nord Norelfe. Den byggdes av Aerotécnica i Madrid i Spanien.
Liksom Nord Norelfe hade den motorn placerad framtill över kabinen och använde utblåsningluften för att kompensera vridkraften vid låga hastigheter. Föra att kompensera vridkraften vid höga hastigheter förlitade den sig på stjärtroder, men utblåsningsluften använder för att öka hastigheten framåt. 
Den första prototypen premiärflög i juli 1957. En serie på tio helikoptrar byggdes för Spaniens flygvapen.
Ett exemplar av Aerotécnica AC-14 har överlevt och är utställt på Museo del Aire i Madrid i Spanien.

## Bildgalleri

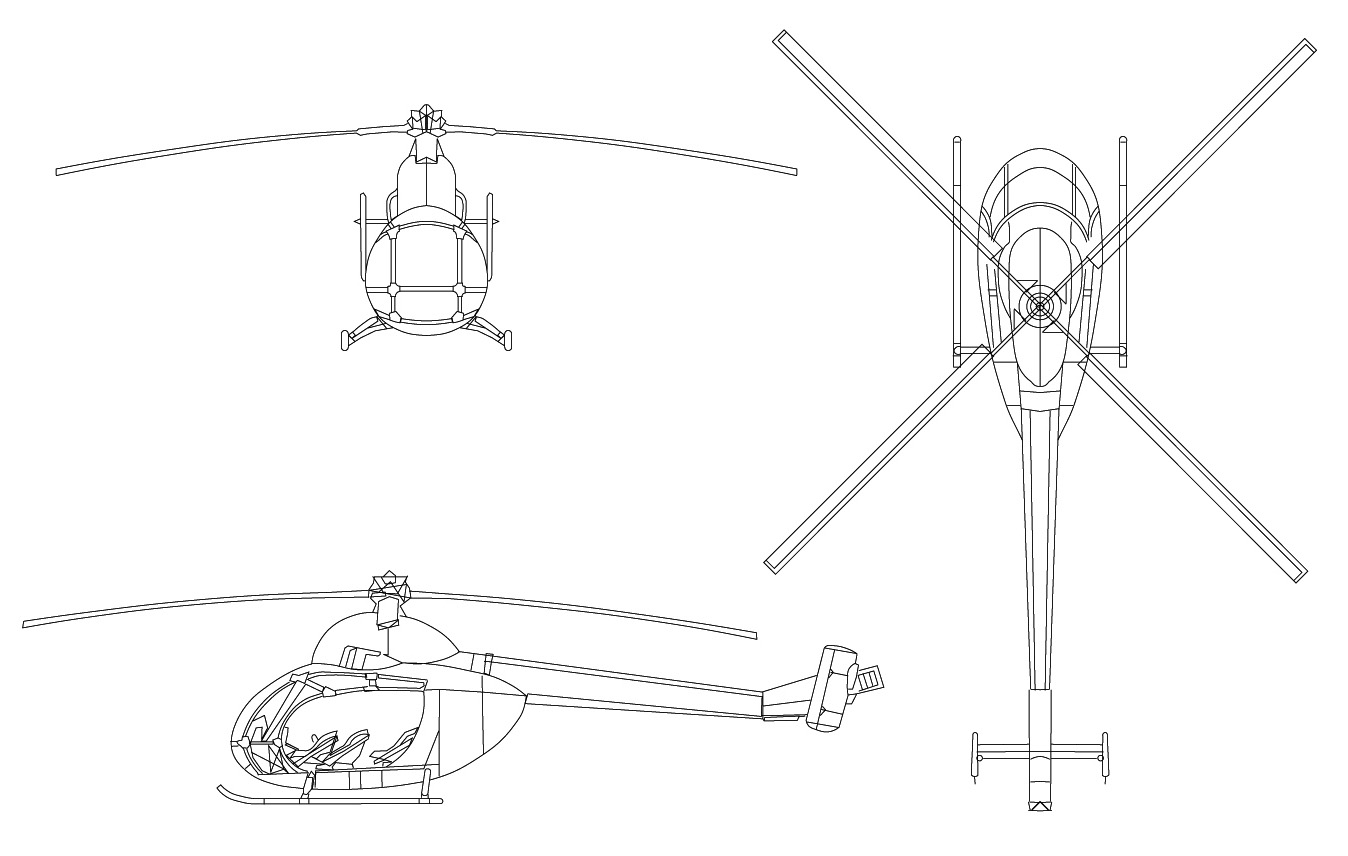
Skiss
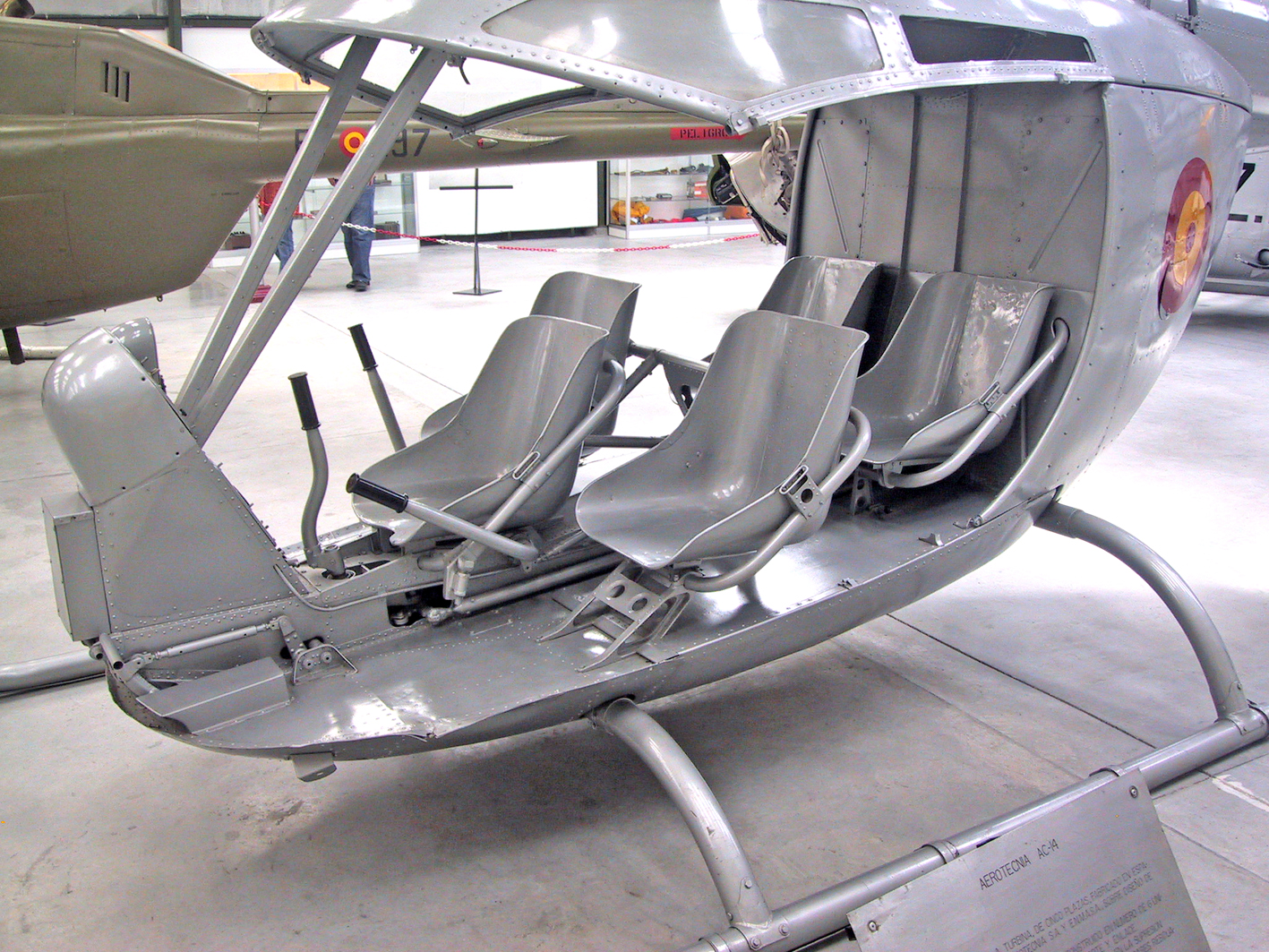
Kabin
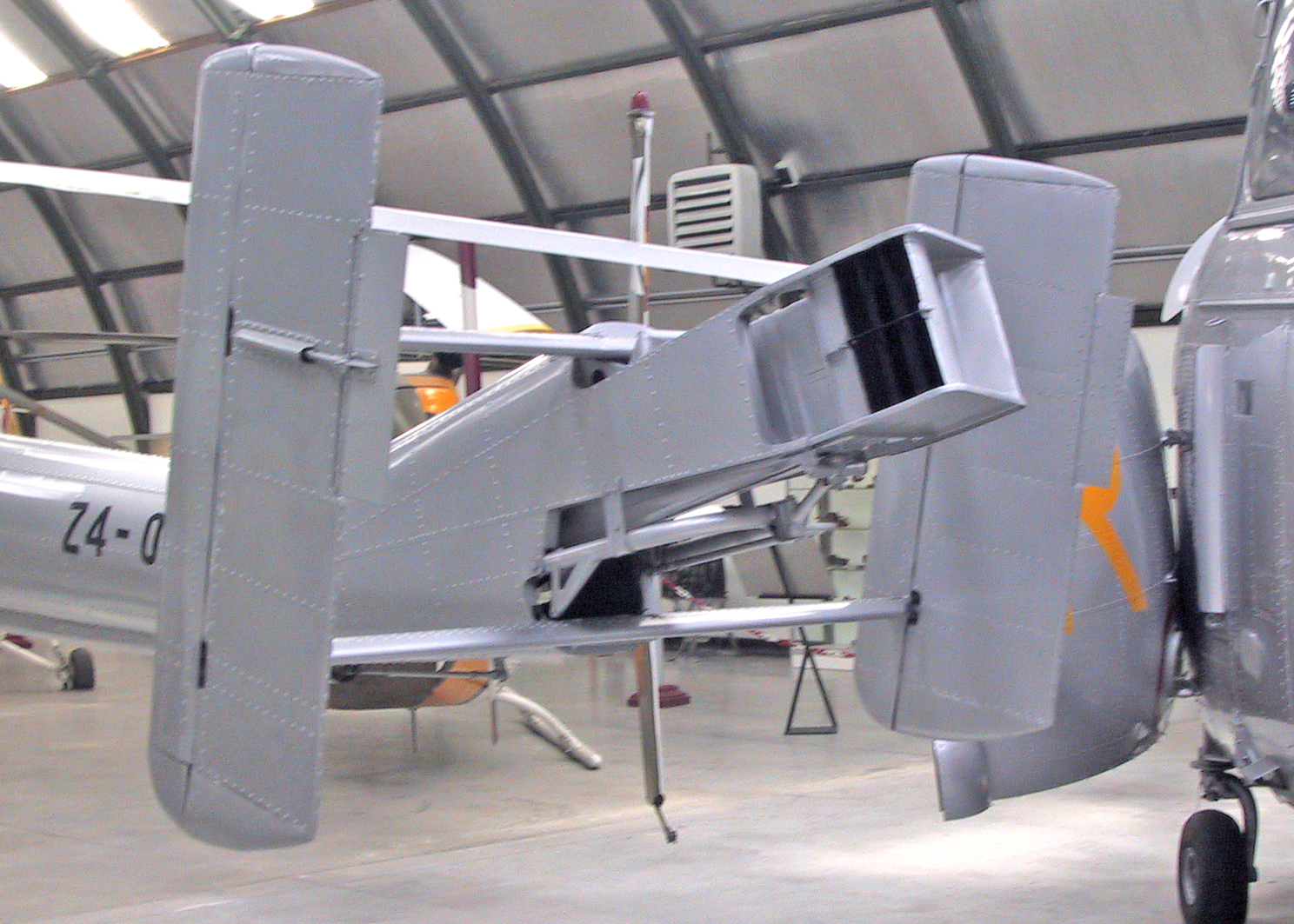
Arrangemang för utblåsning